# Just Can’t Get Enough (The-Black-Eyed-Peas-Lied)
Just Can’t Get Enough ist ein Lied von der US-amerikanischen Band The Black Eyed Peas. Es wurde von den Gruppenmitgliedern will.i.am, Apl.de.ap, Taboo und Fergie mit Unterstützung von Joshua Alvarez, Stephen Shadowen, Rodney Jerkins und Julie Frost geschrieben. Es wurde für das sechste Studioalbum The Beginning (2011) produziert und am 21. Januar 2011 als zweite Single des Albums, nach The Time (Dirty Bit), angekündigt. Das Lied erreichte in mehreren Ländern die Top-5 der jeweiligen Singlecharts, wie in Australien, Frankreich, im Vereinigten Königreich und den Vereinigten Staaten.

## Hintergrund und Komposition
Am 21. Januar 2011 gaben die Black Eyed Peas auf ihrer offiziellen Website bekannt, dass Just Can’t Get Enough als zweite Single von The Beginning ausgekoppelt wird. Laut offizieller Website ist das Lied ein Versuch, den „körperlichen und emotionalen Stimmumfang“ der Sängerin Fergie zu zeigen.
Rodney Jerkins und Julie Frost komponierten das Lied zusammen. Jerkins spielte bei der Komposition Klavier und Frost schrieb den Text und die Melodie. Das Darkchild Produktionsteam übernahm die Produktion des Liedes. Anschließend nahmen Will.i.am und die Black Eyed Peas das Lied auf.

## Musikvideo
Die Regie zum Musikvideo zu Just Can’t Get Enough führte Ben Mor. Das Musikvideo zum Lied wurde in Tokio eine Woche vor dem Tōhoku-Erdbeben 2011 innerhalb von drei Tagen gefilmt. In einem Interview mit Entertainment Tonight erzählte Fergie zum Musikvideo und zum Erdbeben: „Es war das einfachste Musikvideo, das ich je gemacht habe, weil das Video einfach uns und unser Leben zeigt. Ich liebe es, dass dieses Video einen wirklichen Einblick in unser Leben unterwegs gibt, es zeigt, wie einsam es sein kann, wenn man von den Menschen getrennt ist, die man liebt. Das Video demonstriert auch unsere Liebe und Verbindung zu Japan. Unser Mitgefühl gilt allen Japanern, die von dieser Katastrophe betroffen sind.“ Taboo erklärte: „Es war ein erstaunlicher Moment, weil Japan immer mein Lieblingsort war. Es war großartig, dass wir dort unser Musikvideo drehen konnten. Gott segne die Japaner. Unsere Liebe geht an alle Japaner.“
Das Musikvideo hatte seine Weltpremiere am 16. März 2011 auf der Musikseite Vevo. Das Musikvideo beginnt mit der Überschrift: „Das Musikvideo wurde in Japan eine Woche vor dem Tōhoku-Erdbeben 2011 gedreht. Unser Mitleid geht an ganz Japan. Wir lieben euch.“ Fergie singt das Lied im Video in ihrem Hotelzimmer, will.i.am ist im Auto. Taboo rappt, während er in Tokio spazieren geht und apl.de.ap rappt das Lied vor einer futuristischen Lichterleinwand. Während des Videos werden auch Szenen aus Tokios Nachtleben gezeigt, mit jungen Leuten, die Fotos der Stadt schießen und in die Clubs gehen. Das Musikvideo ruft die Zuschauer dazu auf, Geld an das japanische Rote Kreuz zu spenden.
Kritiker lobten das Musikvideo. Bill Lamb von About.com schrieb: „The feel … was already a bit melancholy depicting the loneliness and separation of being on the road. However, the fact that the clip was filmed in Tokyo, Japan just a week before the recent devastating earthquake gives the video even more depth and poignance.“

## Liveauftritte
Die Black Eyed Peas spielten das Lied erstmals live in der neunten Staffel von American Idol am 17. März 2011. Der Auftritt begann mit Will.i.am. Er spielte die Melodie am Piano und widmete das Lied Japan. Dann begann Fergie mit dem Gesang, dabei saß sie auf dem Piano und trug ein weißes Kleid. Kurze Zeit später ging Will.i.am mit Fergie auf die Bühne und sie begannen mit ihrem Duett-Gesang. Apl.de.ap und Taboo kamen ebenfalls auf die Bühne und rappten zum Lied. Genauso wie Will.i.am trugen beide auch weiße Kleidung. Die Black Eyed Peas spielen Just Can’t Get Enough auch auf den Nickelodeon Kids’ Choice Awards 2011 und in der Sendung zu MTV World Stage.

## Titelliste
Download
1. Just Can’t Get Enough – 3:39

Deutsche CD-Single
1. Just Can’t Get Enough (Album Version) – 3:39
2. Just Can’t Get Enough (Instrumental) – 3:48

## Kommerzieller Erfolg

### Chartplatzierungen
| ChartsChartplatzierungen       | Höchstplatzierung | Wochen |
| ------------------------------ | ----------------- | ------ |
| Deutschland (GfK)              | 9 (25 Wo.)        | 25     |
| Österreich (Ö3)                | 2 (24 Wo.)        | 24     |
| Schweiz (IFPI)                 | 3 (24 Wo.)        | 24     |
| Vereinigte Staaten (Billboard) | 3 (31 Wo.)        | 31     |
| Vereinigtes Königreich (OCC)   | 3 (14 Wo.)        | 14     |

| ChartsJahrescharts (2011)      | Platzierung |
| ------------------------------ | ----------- |
| Deutschland (GfK)              | 49          |
| Österreich (Ö3)                | 33          |
| Schweiz (IFPI)                 | 32          |
| Vereinigte Staaten (Billboard) | 10          |
| Vereinigtes Königreich (OCC)   | 42          |

### Auszeichnungen für Musikverkäufe
| Land/Region                  | Auszeichnungen für Musikverkäufe (Land/Region, Auszeichnung, Verkäufe) | Verkäufe  |
| ---------------------------- | ---------------------------------------------------------------------- | --------- |
| Australien (ARIA)            | 3× Platin                                                              | 210.000   |
| Belgien (BRMA)               | Gold                                                                   | 15.000    |
| Brasilien (PMB)              | Diamant                                                                | 250.000   |
| Dänemark (IFPI)              | Gold                                                                   | 45.000    |
| Deutschland (BVMI)           | Gold                                                                   | 150.000   |
| Frankreich (SNEP)            | Gold                                                                   | 175.800   |
| Italien (FIMI)               | Platin                                                                 | 30.000    |
| Neuseeland (RMNZ)            | 3× Platin                                                              | 90.000    |
| Schweden (IFPI)              | Platin                                                                 | 40.000    |
| Schweiz (IFPI)               | Platin                                                                 | 30.000    |
| Spanien (Promusicae)         | Gold                                                                   | 30.000    |
| Vereinigtes Königreich (BPI) | Platin                                                                 | 600.000   |
| Insgesamt                    | 5× Gold · 10× Platin · 1× Diamant ·                                    | 1.665.800 |

Hauptartikel: The Black Eyed Peas/Auszeichnungen für Musikverkäufe